# Chikusei (Ibaraki)
 Chikusei (筑西市  Chikusei-shi?) es una ciudad  situada en la Prefectura de Ibaraki, en Japón.
Al 1 de diciembre de 2013, la ciudad tenía una población de 105.757 habitantes y una densidad poblacional de 515 personas por km ².  La superficie total es de 205,35 km².

## Creación de la ciudad
La ciudad de Chikusei se estableció el 28 de marzo de 2005, de la fusión de la ciudad de Shimodate (下館市 Shimodate-shi), con los pueblos pertenecientes al disuelto Distrito de Malake (真壁郡 Makabe-gun), de Akeno (明野町 Akeno-machi), Kyōwa (協和町 Kyōwa-machi) y Sekijō (関城町 Sekijō-machi).  

## Geografía
El terreno de la ciudad generalmente es plano, con ríos como el Kinu (鬼怒川), el Kokai (小貝川) y el Gongyō (勤行川). En la parte norte se encuentra el sistema montañoso Abukuma (阿武隈山), y al suroeste se encuentran estribaciones del monte Tsukuba. 
Chikusei, se encuentra ubicada en la parte suroeste de la Prefectura de Ibaraki,  hace frontera con la Prefectura de Tochigi, y está situada a unos 70 km al norte de la metrópoli de Tokio.
La ciudad limita al este con la ciudad de  Sakuragawa, al sureste con Tsukuba, al sur con Shimotsuma, al suroeste  con Yūki, y al noroeste con las ciudades de Oyama y  Mooka pertenecientes a la Prefectura de Tochigi. 

## Comercio
Es una ciudad donde se desarrolla la agricultura, la industria y el comercio. Los productos especiales de la ciudad incluyen arroz, peras, sandías, pepinos, fresas y tomates.

## Festival o Gion-Matsuri
El Festival de Shimodate (下館祇園まつりShimodate Gion-Matsuri) en Chikusei, es un Gion-Matsuri (祇園祭) como parte de un ritual para apaciguar a los dioses. El Gion Matsuri es el evento más importante del verano en Shimodate.

## Transporte
Por carretera a través de la Ruta Nacional 50 al este, la ciudad se comunica con la capital de la prefectura, la ciudad de Mito, y por la cercana Ruta Nacional 4 (en la ciudad de Yūki) al sur con la metrópoli de Tokio. Por la misma Ruta Nacional 4 en sentido norte se llega a la capital de la Prefectura de Tochigi, la ciudad de Utsunomiya, y de allí siguiendo por la Ruta Nacional 119 (Nikkō Highway) y la Ruta Nacional 120 (Nihon Romantic Highway) se contempla los sitios históricos de la ciudad de Nikkō (Luz del sol), ubicada en la misma prefectura referida anteriormente.
La ciudad de Chikusei  cuenta en “Shimodate Station” para acceder a la vía férrea “Línea Mito” que la comunica con la ciudad de Mito o por la Línea Mooka la comunica con la población de Motegi en la Prefectura de Tochigi, o tomando la “Línea Jōsō” en esa misma estación, se puede desplazar al sur con destino a la Tokio, y existen dos opciones para llegar a Tokio, en la primera se debe tomar la línea “Tsukuba Express” en “Moriya Station” de la ciudad de Moriya y en la segunda se debe coger la “Línea Jōban” en “Toride Station” de la ciudad de Toride.

## Galería de imágenes

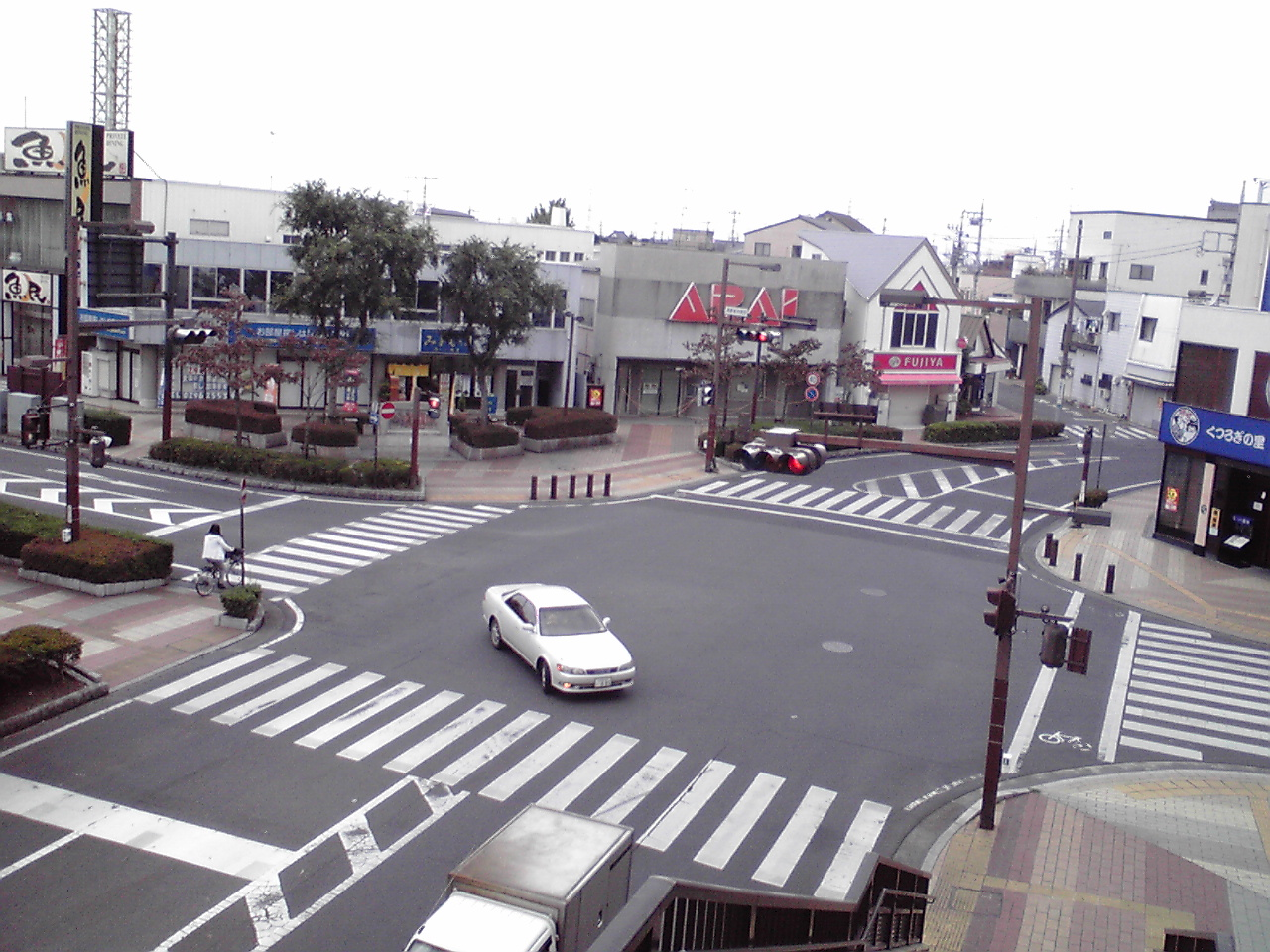
Estación de Shimodate.
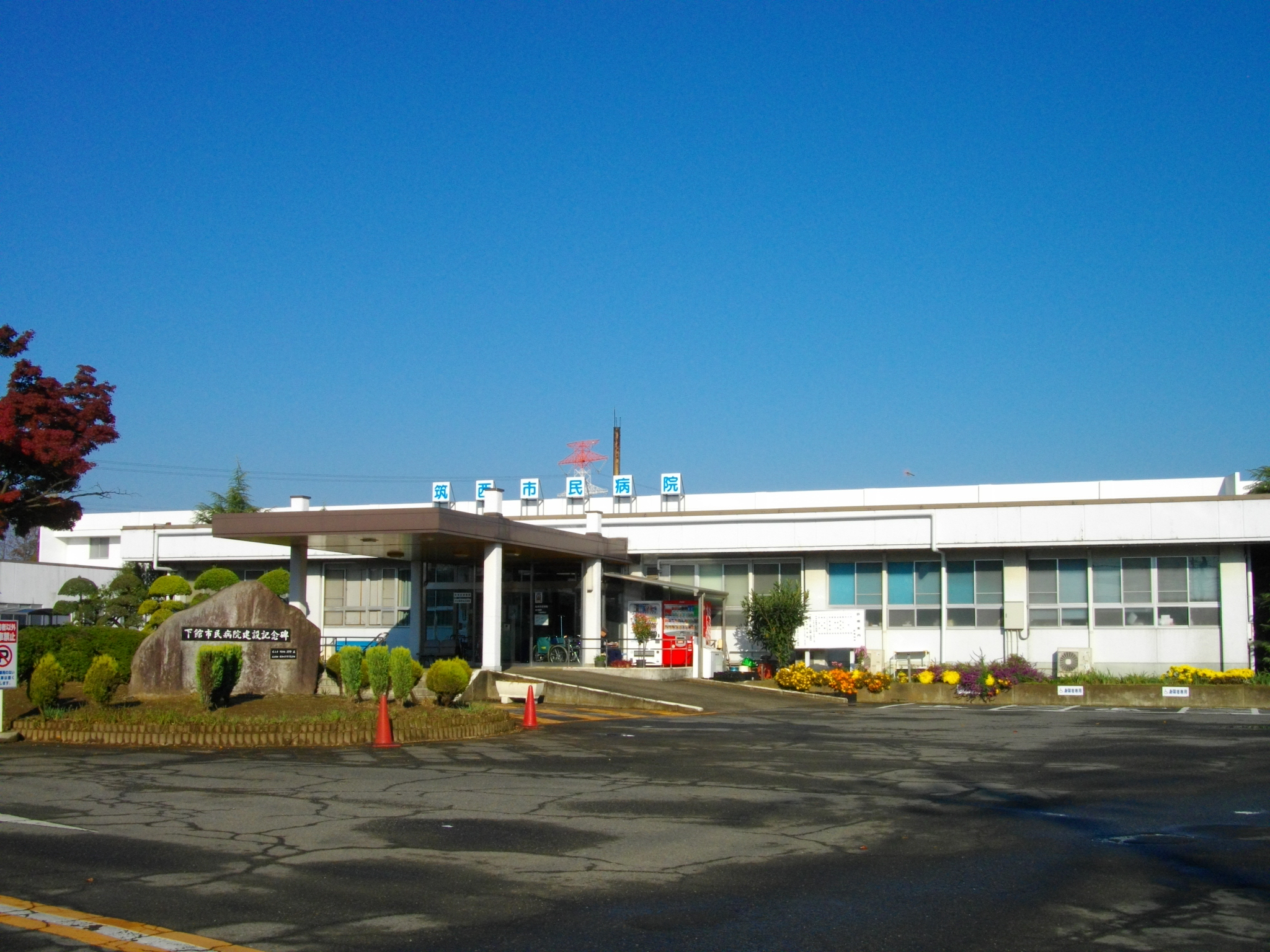
Hospital en Chikusei.
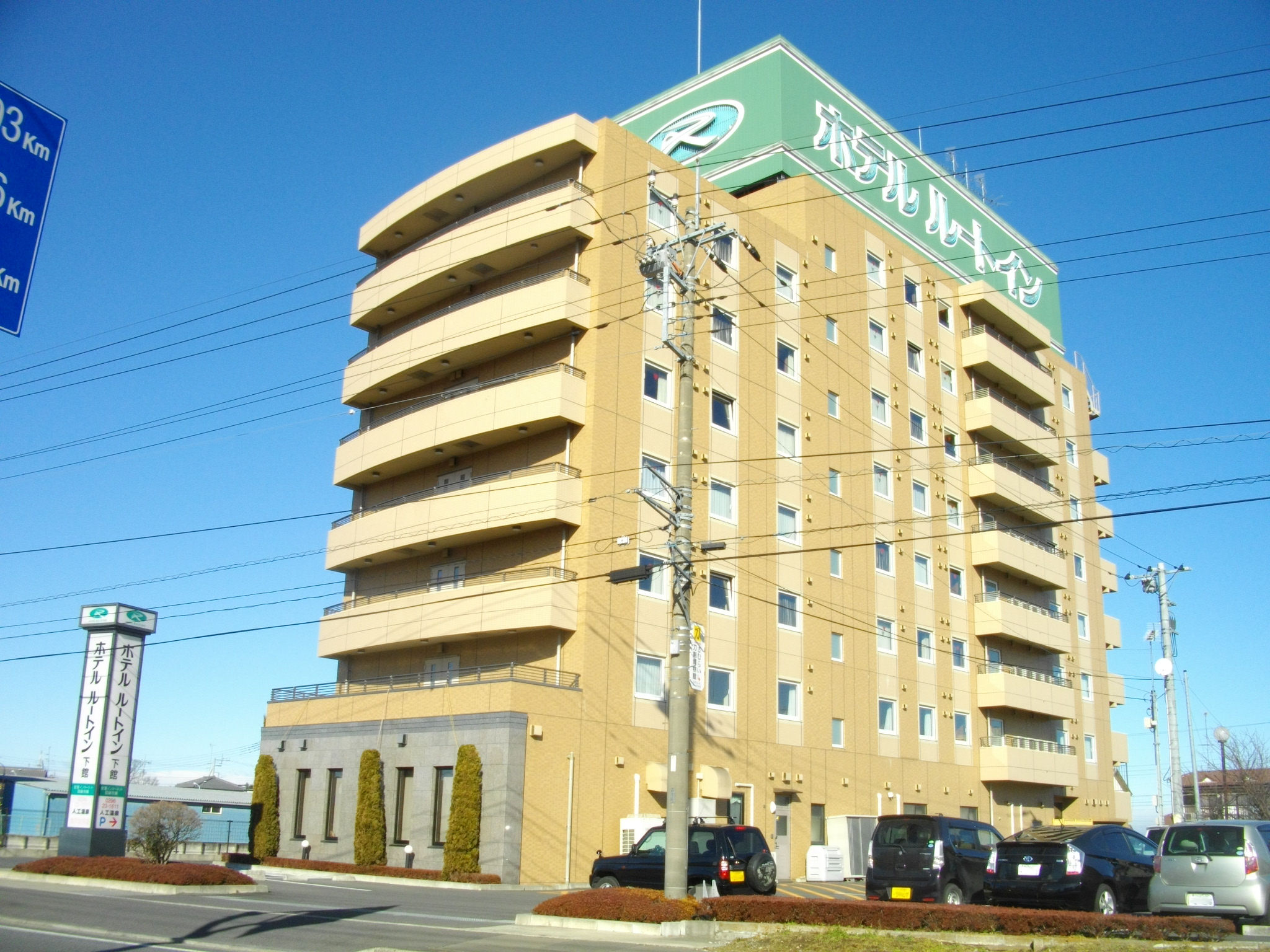
Hotel en Chikusei.
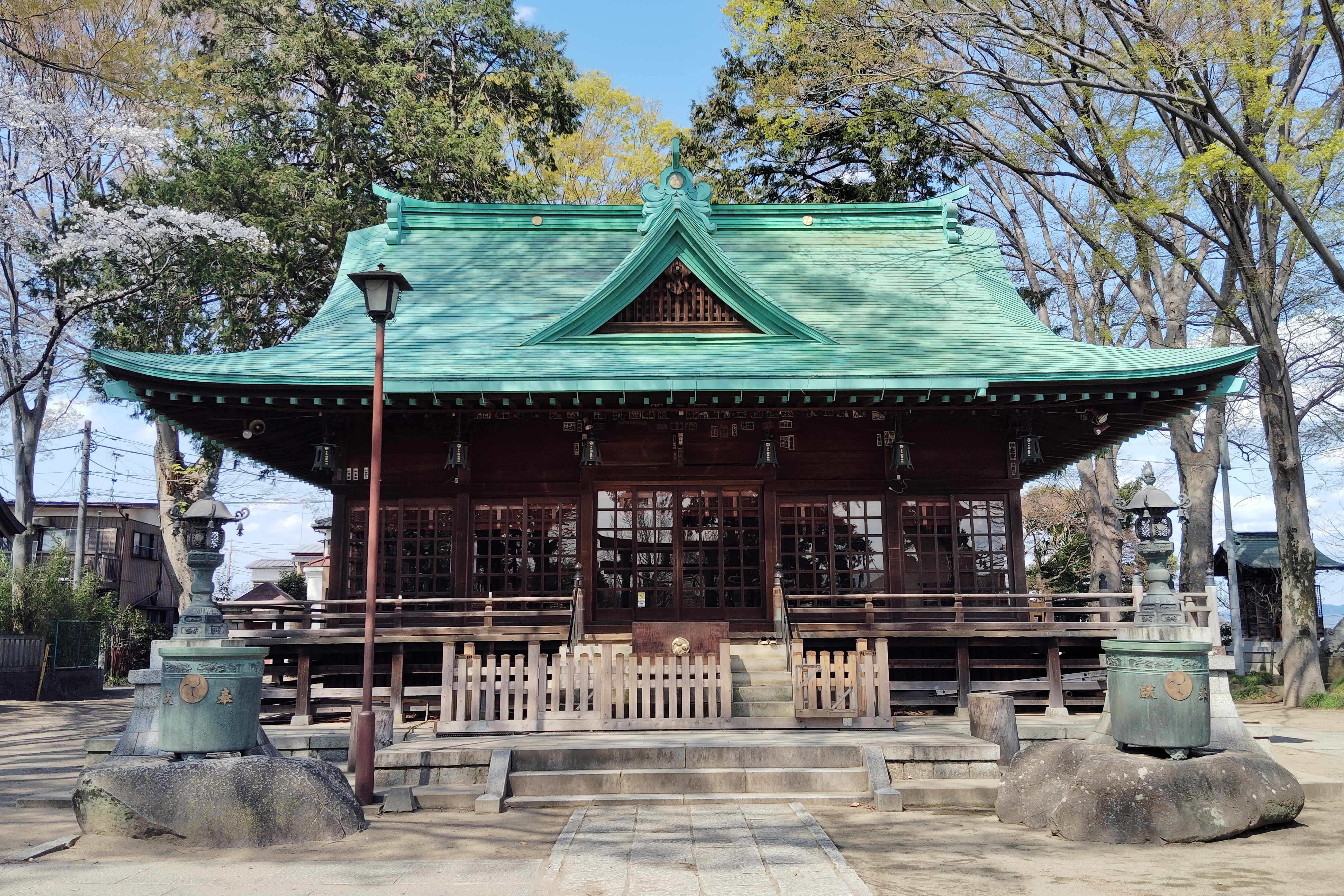
Santuario sintoísta Haguro.
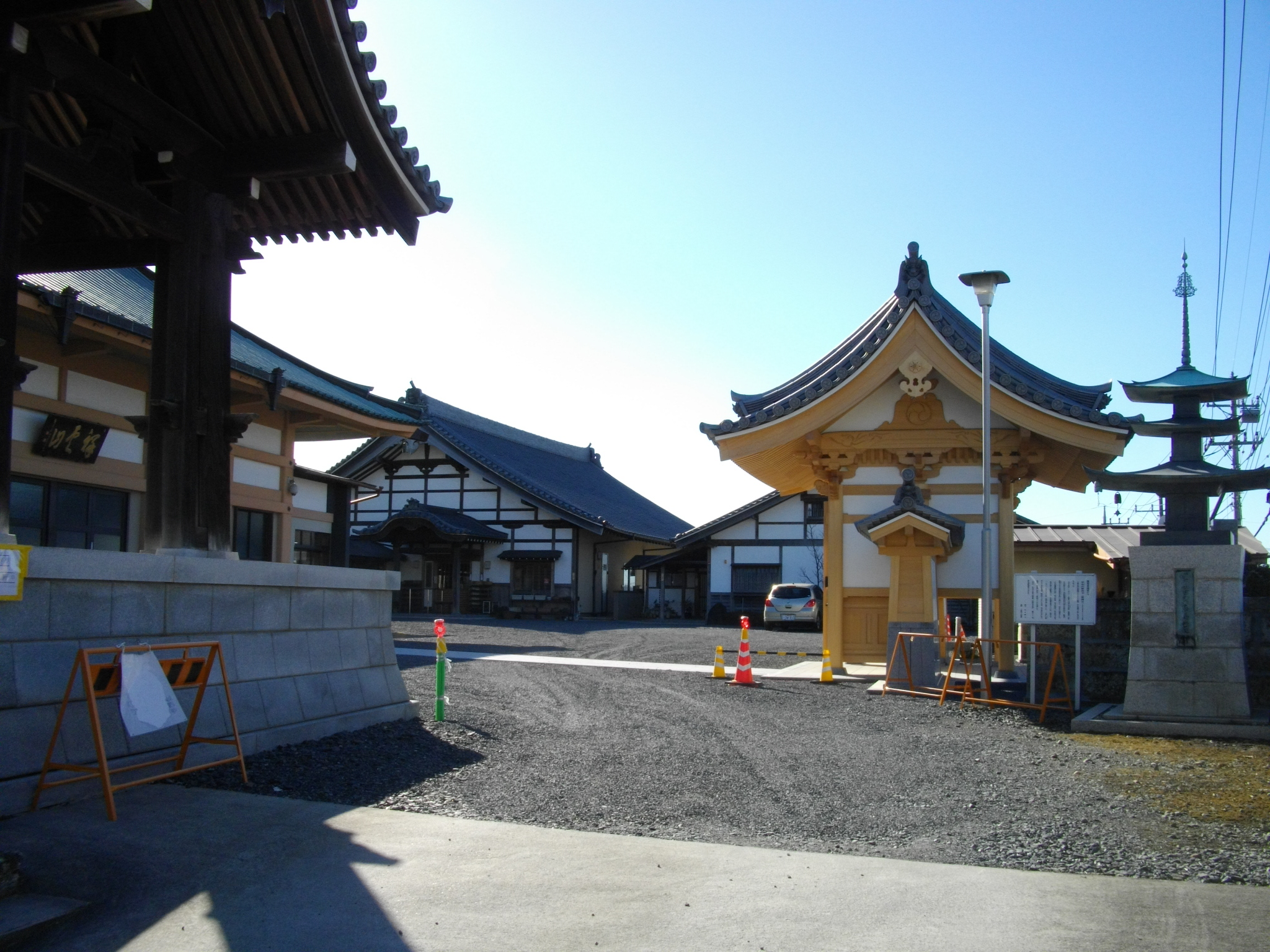
Templo budista Myōsai.